# Coeloprocta humeralis
Coeloprocta humeralis är en skalbaggsart som först beskrevs av Stefan von Breuning 1940.  Coeloprocta humeralis ingår i släktet Coeloprocta och familjen långhorningar. Inga underarter finns listade i Catalogue of Life.